# العمليات العسكرية في شمال إفريقيا خلال الحرب العالمية الأولى
نشبت المعارك في شمال أفريقيا خلال الحرب العالمية الأولى (1914-1918) بين الوفاق الثلاثي وقوى المركز. وقفت حركة السنوسية الليبية إلى جانب الدولة العثمانية ضد الإمبراطورية البريطانية والمملكة الإيطالية. في 14 نوفمبر 1914، أعلن السلطان العثماني الجهاد وسعى إلى هجوم مضلل لصد القوات البريطانية عن سيناء وفلسطين. رغبت إيطاليا في الحفاظ على المكاسب التي جنتها إبان الحرب الإيطالية العثمانية. استمرت الحملة السنوسية في شمال أفريقيا في الفترة من 23 نوفمبر 1915 إلى فبراير 1917.

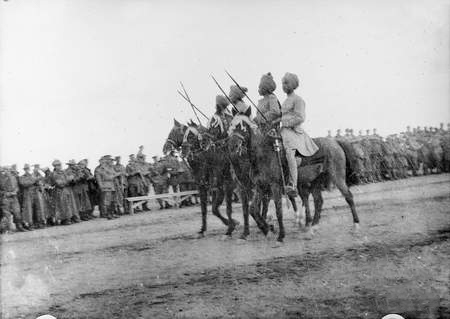
القوات الهندية في مصر

في صيف عام 1915 أقنعت الدولة العثمانية القائد السنوسي أحمد شريف بمهاجمة الأجزاء المصرية المحتلة من بريطانيا غربًا، والتشجيع على الجهاد لدعم الهجوم العثماني على جبهة قناة السويس من الشرق. عبر السنوسي الحدود الليبية المصرية على الساحل في نوفمبر 1915.
انسحبت قوات الإمبراطورية البريطانية في البداية ثم هزمت قوات الحركة السنوسية بعد عدة اشتباكات ومعارك، منها معركة أغاجيا. استعاد البريطانيون السيطرة على المنطقة الواقعة على طول الساحل بحلول مارس 1916، وكان ذلك بالاشتراك مع قوات الحدود الغربية التابعة لقوات التجريدة المصرية، التي ضمت لواء مشاة جنوب إفريقيا الأول.
في الغرب، استغل سكان المناطق التي احتلتها أو استولت عليها القوى الأوروبية من الإمبراطورية العثمانية الظروف غير المستقرة التي سببتها الحرب في أوروبا لاستعادة السيطرة على أراضيهم. اندلعت انتفاضات في المغرب والنيجر ضد المستعمرين الفرنسيين، واستمر بعضها لفترة أطول من الحرب العالمية الأولى. في السودان، وقعت مناوشات بين القوات البريطانية - المصرية وسلطان دارفور، الذي اعتقدوا أنه أعد لغزو مصر، وكان ذلك بالتزامن مع عمليات للحركة السنوسية على الحدود الغربية. جرت عمليات البريطانيين بالاعتماد على عدد قليل من الرجال المجهزين بالسيارات والطائرات واللاسلكي، ما ضاعف من فاعليتهم ومكنهم في كثير من الأحيان من مفاجأة خصومهم بسرعة مناوراتهم.

## خلفية عامة

### الاستراتيجية الألمانية والعثمانية
في عام 1914، بدأت قوى المركز إستراتيجية خارجية، كانت لها سوابق في مفهوم السياسة العالمية (بالألمانية: Weltpolitik)، وتفكير البحرية الألمانية في العقد الأول من القرن العشرين، وأثناء العداوة البحرية بين الإنجليز والألمان، وفي كتابات مناصري الإمبراطورية في الخارج. كان للمسلمين والإيرلنديين واليهود والبولنديين وشعوب الساحل البلطيقي والأوكرانيين والجورجيين والبلاشفة، بصفتهم شعوبًا مستعبدة من الإمبراطوريات البريطانية والفرنسية والروسية، رغبة في إقامة حرب ثورية بينها وبين هذه الإمبراطوريات. لم يتم التفكير في تأسيس إمبراطورية ألمانية عظمى، لكن الضعف العسكري في أوروبا أدى إلى محاولة تحويل ضعة الاستعمار إلى ميزة. في 20 أغسطس 1914، كتب مولتكه إلى وزارة الخارجية، مطالبًا بتشجيع ثورات إسلامية في المغرب وتونس والجزائر. كانت وسائل إحداث التغيير في العالم غير الأوروبي محدودة، إذ كانت الخبرات ضئيلة، وعدد الرجال والمعدات قليل، كما كانت الطرق البرية الخارجية هزيلة.
توقع مولتكه أن ينشئ الدبلوماسيون جيوشًا مناهضة للإمبريالية والاستعمار، في الوقت الذي اتبعت فيه وزارة الخارجية إستراتيجية إسلامية شاملة، مستخدمة الإمبراطورية العثمانية وجيشها وسيلة لذلك. دخل العثمانيون الحرب هروبًا من الهيمنة الأوروبية، بدلًا من كونهم وكيلًا لألمانيا، وكانت لهم طموحات استعمارية في شمال إفريقيا، ووسط آسيا، والشرق الأدنى. في أكتوبر 1914، ابتكر أنفر خطة حرب شملت حربًا مقدسة وغزوًا لمصر. في 14 نوفمبر أعلن شيخ الإسلام الحرب المقدسة، ودعا جميع المسلمين لمحاربة الوفاق والقوى المتحالفة معهم باستثناء إيطاليا، واستبعد من دعوته كل المسلمين الخاضعين لحكم ألمانيا أو الإمبراطورية النمساوية المجرية، وحث الشيخ شعوب الإمبراطوريات الاستعمارية الأوروبية على الانخراط في هذه الدعوة التي وصلت شمال وشرق وغرب إفريقيا. في 5 أغسطس، أنشأ أنفر المنظمة الخاصة (Teskilat-i Mahsusa) للقيام بحرب دعائية، وبث فتن، وإرهاب، استنادًا إلى سابقة الحرب في ليبيا ضد الإيطاليين.

### الاستراتيجية الإنجليزية – الفرنسية
قبل عام 1914، كان للقوى الإمبريالية والاستعمارية الأوروبية مخاوف من الجهاد؛ وكان كليمنصو قد تنبأ بذلك في عام 1912، إذا اندلعت الحرب بين القوى العظمى. في أغسطس 1914، توقع والي الجزائر تشارلز لوتود تمردًا، كما حاول في 5 نوفمبر إحباط الدعوة العثمانية إلى حمل السلاح، من خلال تقديم العثمانيين على أنهم دمى ألمانية. ساعد مفككو الشفرات في البحرية الملكية الفرنسيين لتوقع إنزال غواصات يو بوت الألمانية وإلغاء فضول قوى المركز. قللت الهيبة الفرنسية بعد الأزمات المغربية من احتمالية محاولات الإطاحة بالنظام الاستعماري، واستُخدِمَ أسرى الحرب الألمان عمال سخرة في المغرب والجزائر، لإظهار البراعة العسكرية الفرنسية. أُرسِلَت معظم القوات النظامية الفرنسية إلى فرنسا عام 1914 وحلت محلها قوات إقليمية في المغرب ولكن على حدود الجزائر وليبيا، دفعت عمليات الحركة السنوسية ضد الجيش الإيطالي الفرنسيين إلى السماح للقوات في غدامس وغات بالانسحاب إلى الجزائر ومن ثم إعادة تسليحهم ليتمكنوا من الاستيلاء على هذه المناطق مرة أخرى في يناير 1915، كجزء من السياسة الفرنسية لاستدراج إيطاليا إلى الحرب.

### شمال إفريقيا عام 1914
قبل عام 1906، عندما انخرط السنوسيون في المقاومة ضد الفرنسيين، كانوا «طائفة دينية سلمية نسبيًا في الصحراء الكبرى، ينبذون التعصب الديني». عندما غزا الإيطاليون ليبيا عام 1911، واحتلوا الساحل، قاوم السنوسيون الإيطاليين من داخل البلاد، وخلال ذلك، حافظ السنوسيون على علاقات ودية مع البريطانيين في مصر. ولم تكف الحكومة العثمانية عن تقديم المساعدات إلى القبائل المحلية في المنطقة. استولت إيطاليا على المنطقة عام 1911 بعد الحرب الإيطالية التركية، وسيطرت عليها فرنسا في عام 1912، ولم يعزز الإيطاليون من سيطرتهم عليها عندما بدأت الحرب في أوروبا. بعد خسارة مقاطعة ترابلوسغارب التركية (ليبيا) لصالح إيطاليا في حرب 1911-1912، واصلت الحركة السنوسية المحلية مقاومتها ضد الإيطاليين. دارت المعارك بين ميليشيات الحركة السنوسية بقيادة أحمد الشريف، الذي نجح أتباعه في فزان (جنوب غرب ليبيا) وفي جنوب طرابلس في منع إحكام إيطاليا قبضتها على هذه المناطق.

## العمليات العسكرية

### المغرب

#### حرب زيان 1914-1921
بذلت ألمانيا والعثمانيون محاولات للتأثير على الظروف في المستعمرات الفرنسية، من خلال التآمر مع الحكام الذين طردهم الفرنسيون. تسامحت السلطات الإسبانية في المنطقة بشكل غير رسمي مع توزيع المنشورات الدعائية والمال، ولكنها أحبطت مؤامرة ألمانية لتهريب 5 آلاف بندقية و 500 ألف رصاصة عبرها. احتفظت المنظمة الخاصة (Teskilat-i Mahsusa) بعدة عملاء في شمال إفريقيا، من ضمنهم اثنين فقط في المغرب. اندلعت حرب زيان بين فرنسا وقبائل زيان الأمازيغية في المغرب الفرنسية بين 1914 و1921. أصبحت المغرب محمية فرنسية عام 1912، ووسع الجيش الفرنسي من نفوذه باتجاه الشرق عبر جبال الأطلس باتجاه الجزائر الفرنسية. خسر الزيانيون، بقيادة محمد بن حمو الزياني بلدتي تازة وخنيفرة، لكنهم تمكنوا من إصابة عدد معتبر من جنود الجيش الفرنسي، الذي رد على ذلك بإنشاء مجموعات متنقلة، وتشكيلات أسلحة مشتركة من المشاة النظاميين وغير النظاميين وسلاح الفرسان والمدفعية. بحلول عام 1914، كان للفرنسيين 80 ألف جندي في المغرب، ولكن سُحِب ثلثيهم بين عامي 1914-1915 للخدمة في فرنسا، كما قُتل أكثر من 600 جندي فرنسي في معركة الهري في 13 نوفمبر 1914. أعاد هوبير ليوتي تنظيم قواته وتبنى سياسة هجومية تقدمية بدلًا من الدفاعية غير الفعالة. على الرغم من الدعم الاستخباري والمالي الذي قدمته قوى المركز لقبائل زيان والغارات التي تسببت بخسائر فادحة للفرنسيين عندما كان عدد جنودهم قليلًا، إلا أنهم تمكنوا من استعادة معظم الأراضي المفقودة.